# Peter van de Kamp
Peter van de Kamp (nascido Piet van de Kamp; Kampen, 26 de dezembro de 1901 – Amsterdam, 18 de maio de 1995) foi um astrônomo neerlando-estadunidense. Conhecido por suas pesquisas sobre a Estrela de Barnard.
Van de Kamp viveu a partir de 1923 nos Estados Unidos, onde trabalhou inicialmente no Observatório McCormick e depois no Observatório Lick. Em 1925 obteve um doutorado, retornando depois para o Observatório McCormick.
Em 1937 foi diretor do Observatório Sproul do Swarthmore College, onde iniciou a observar a Estrela de Barnard. Na década de 1960 noticiou oscilações periódicas no movimento próprio da estrela, que atribuiu a um ou dois planetas com massa semelhante a Júpiter e Saturno. Mais tarde foi concluído que a causa destas oscilações foram consequência de erros instrumentais sistemáticos.

## Condecorações
- 1965: Medalha Rittenhouse
- 1979: O asteroide 1965 van de Kamp foi denominado em sua memória.
- 1982: Prêmio Jules Janssen